# 689 (číslo)
Šest set osmdesát devět je přirozené číslo. Následuje po čísle šest set osmdesát osm a předchází číslu šest set devadesát. Římskými číslicemi se zapisuje DCLXXXIX a řeckými číslicemi χπθ.

## Matematika
689 je:
- Deficientní číslo
- Poloprvočíslo
- Nešťastné číslo

## Astronomie
- (689) Zita je planetka hlavního pásu, kterou objevil v roce 1909 Johann Palisa

## Komunikace
- +689 je mezinárodní telefonní předvolba Francouzské Polynésie

## Roky
- 689
- 689 př. n. l.